# Волочанка (река)
Волочанка (также Волосянка) — река в Таймырском Долгано-Ненецком районе Красноярского края России, левый приток Хеты. Длина реки — 165 км (от истока Кэтэрэ — 190 км), площадь водосборного бассейна — 2800 км².
Волочанка образуется слиянием рек Кэтэрэ и Тунгалан на юге Северо-Сибирской низменности на высоте более 33 м над уровнем моря. В верховьях течёт преимущественно в северо-западном направлении, которое последовательно меняется на северное и северо-восточное. На всём своём протяжении русло идёт почти параллельно руслу Хеты. В среднем течении русло расширяется до 38 м. В бассейне ландшафт представляет собой лесотундру, большое число некрупных озёр (наиболее крупное — озеро Анцифирова). Река активно меандрирует. Впадает в Хету слева в 415 км от ее устья, южнее посёлка Волочанка, на высоте менее 21 м над уровнем моря. В нижнем течении ширина русла 89-110 м при глубине 1,4-1,6 м, скорость течения перед устьем — 0,4 м/с.

## Основные притоки
Указаны поименованные притоки длиной 30 км и более.
| Название   | Расстояние от устья | Длина | Положение |
| ---------- | ------------------- | ----- | --------- |
| Аргакит    | 13                  | 38    | правый    |
| Пелагея    | 48                  | 44    | левый     |
| Тагенарка  | 52                  | 67    | левый     |
| Самоедская | 92                  | 96    | левый     |
| Пастахсала | 130                 | 33    | левый     |
| Кэтэрэ     | 145                 | 45    | левый     |
| Тунгалан   | 145                 | 38    | правый    |

## Данные водного реестра
По данным государственного водного реестра России и геоинформационной системы водохозяйственного районирования территории РФ, подготовленной Федеральным агентством водных ресурсов:
- Бассейновый округ — Енисейский
- Речной бассейн — Хатанга
- Речной подбассейн — Хета
- Водохозяйственный участок — Хета
- Код объекта в государственном водном реестре — 17040100112117600022473[5].